# Girolamo Nanni
Girolamo Nanni (Roma, XVI secolo – post 1642) è stato un pittore italiano.

## Biografia
Girolamo Nanni, detto il Poco e Buono, è uno dei pittori che vennero alla ribalta sotto il pontificato di Sisto V, quando Roma fu dotata di un nuovo impianto urbanistico, con nuove strade e nuovi edifici. Il suo primo biografo, il pittore e incisore Giovanni Baglione, ha fornito l'elenco delle sue opere, che si trovavano tutte a Roma, e ha raccontato il perché del suo curioso nomignolo, il Poco e Buono: «Ben'egli è vero, s'era un po' adagiato, e tardo nel dipingere, il quale era sollecitato da Giovanni da Modena, pittore di quel Papa, a cui Girolamo Nanni solea rispondere, ch'egli faceva poco, e buono, talché restovvi il sovrannome di sempre appellarlo poco, e buono; e Girolamo da tutti per poco, e buono, era inteso.»

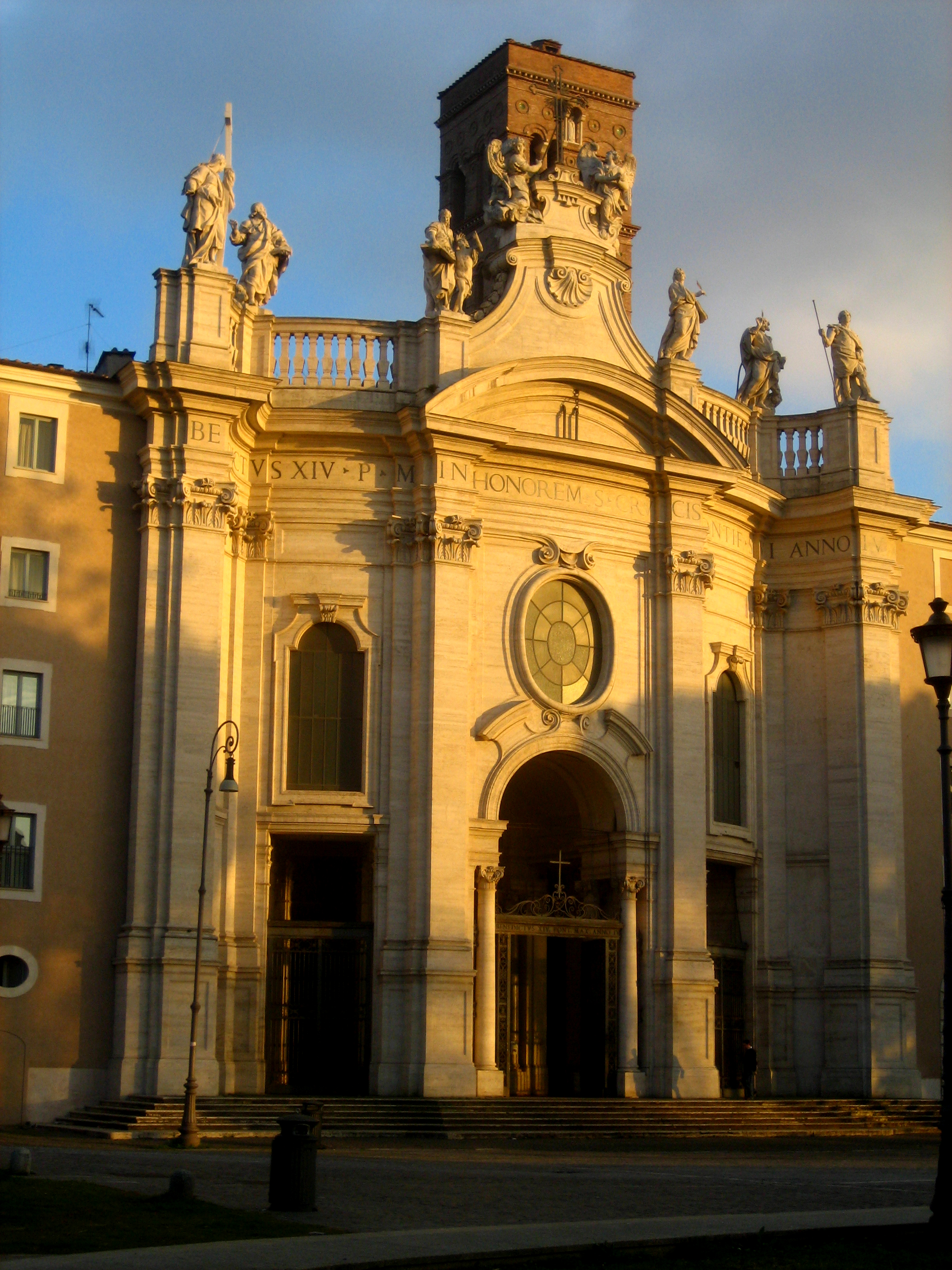
Santa Croce in Gerusalemme facade

Si formò a Roma, nella seconda metà del Cinquecento, in un ambiente dominato dalla Controriforma. Insieme a Francesco Nappi, Girolamo Nanni ha dipinto ad affresco la cappella di San Gregorio, nella Basilica di Santa Croce in Gerusalemme. Al centro della volta c'è la Trinità con la Vergine in gloria tra i SS. Gregorio e Bernardo e due angeli che liberano le anime dal Purgatorio; sulla parete laterale sinistra si vede San Gregorio celebra la Messa e un coro d’angeli e sulla destra la Visione di San Bernardo delle anime ascendenti in cielo durante la Messa nell’abbazia dei SS. Vincenzo e Anastasio alle Tre Fontane.
Lo stile manierista di Girolamo Nanni è stato identificato nelle scene del Concilio Costantinopolitano II e del Concilio di Vienne, cioè in due dei dieci affreschi raffiguranti Concili ecumenici, presenti nel Salone Sistino della Biblioteca Apostolica Vaticana, le cui pareti furono affrescate tra 1588 e 1589. L'imponente Salone Sistino, creato per volere di papa Sisto V, come sala di lettura della Biblioteca, ha le pareti interamente decorate con uno straordinario ciclo di affreschi, dipinti tra il 1588 ed il 1590 da un gruppo pittori, diretti da Cesare Nebbia che aveva ideato i disegni. 
Nel Palazzo del Laterano è stato attribuito a Girolamo Nanni l'affresco raffigurante il Trionfo di Davide. Opera di Nanni è anche l'affresco del Cristo che appare agli Apostoli, nella volta della cappella Sistina (nella Basilica di Santa Maria Maggiore), dove è il sepolcro del pontefice Sisto V. Opera di Nanni, secondo Baglione, è anche la serie dei Santi, nella loggetta del Sancta Sanctorum, al Laterano, affrescata nel 1590. Ma i restauri, alla fine del Novecento, hanno evidenziato la presenza di più mani e messo in dubbio l'attribuzione dell'intero ciclo a Nanni, cui oggi sono attribuite solo alcune figure.

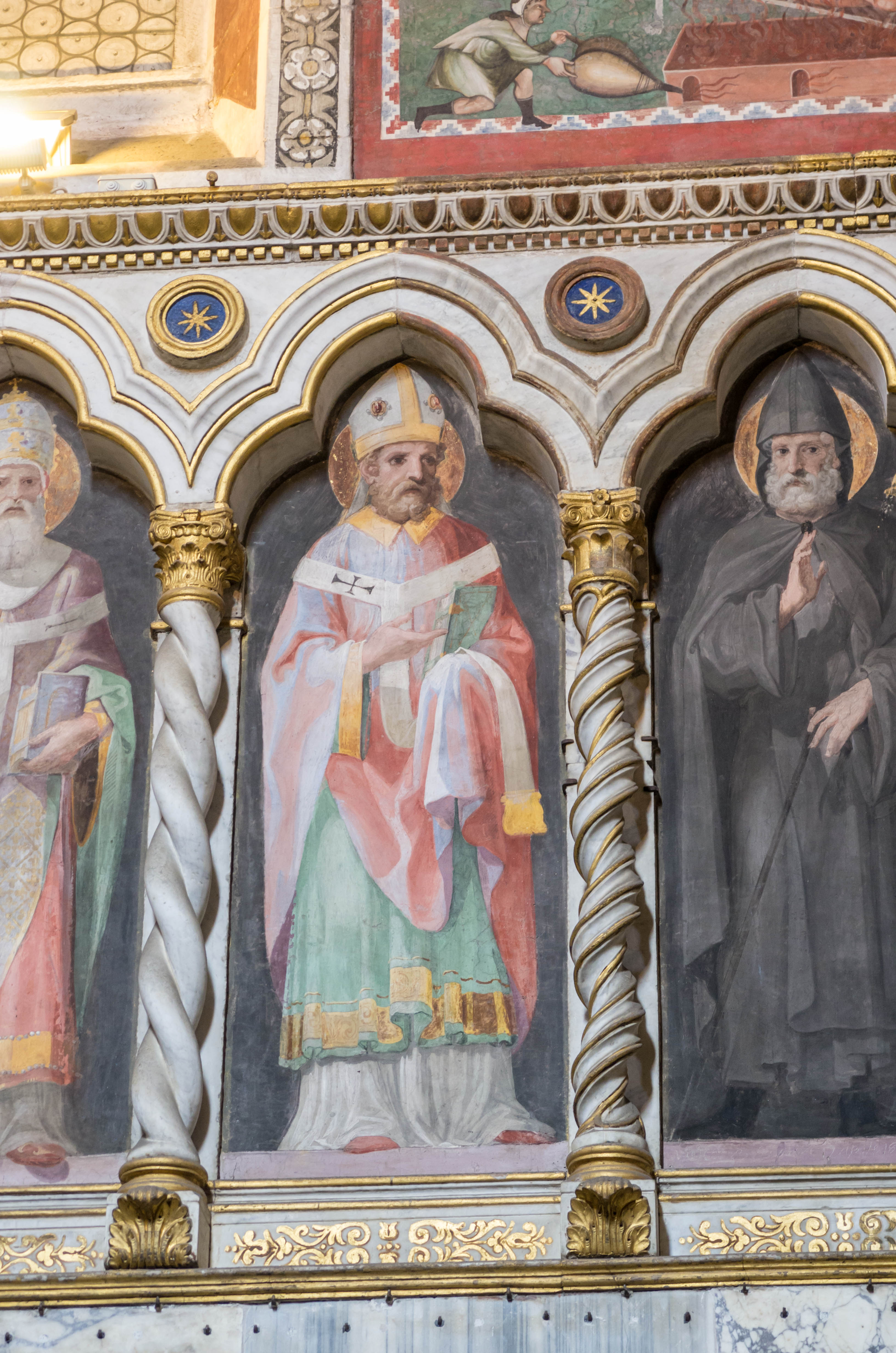
Sancta Sanctorum (Rome) 29

Nella Chiesa di Santa Caterina dei Funari egli ha decorato la volta della cappella dell'Assunta, su commissione di Andrea Canuto che aveva ideato questa cappella dopo la sua nomina a vescovo di Oppido Mamertina, nel 1583, cappella che non era ancora terminata alla sua morte, nel 1610. La pala d'altare, raffigurante l'Annunciazione, è una copia da Marcello Venusti. Sono invece di Girolamo Nanni gli affreschi del catino e del sottarco - con le vivaci figure, dipinte con tratto leggero - che sono databili fra il 1610 e il 1617. Nella volta sono raffigurati l'Incoronazione della Vergine, lo Spirito Santo con quattro angeli, i Profeti, la Nascita della Vergine, l'Annunciazione e la Visitazione; nel sottarco sono dipinti Dio Padre fra l'Assunzione della Vergine, David, lo Sposalizio della Vergine e Mosè.
Fu accolto nella Congregazione dei Virtuosi al Pantheon nel 1622 e fu ammesso all’Accademia di San Luca nel 1606, nel cui archivio il nome di Girolamo Nanni è presente fino al 1629. Una grave malattia che, a detta del Baglione, si manifestò in modo virulento, lo portò alla cecità. Era ancora in vita nel 1642, quando Baglione licenziò la sua biografia.
Un ritratto di Girolamo Nanni, opera di Ottavio Leoni e datato 1619, è conservato a Firenze, alla Biblioteca Marucelliana.

### Ristampe di testi antichi
- Filippo Baldinucci, Notizie de' Professori del Disegno, Da Cimabue in qua, Secolo V. dal 1610. al 1670. Distinto in Decennali, Firenze, Studio per le edizioni scelte, 1974-1975, ristampa della edizione del 1728, SBN FER0114529.
- Giovanni Baglione, Le vite de' pittori, scultori ed architetti: dal pontificato di Gregorio 13 del 1572 in fino a' tempi di papa Urbano Ottavo nel 1642, Citta del Vaticano, Biblioteca Apostolica Vaticana, 1995, SBN RML0055065. Edizione commentata a cura di Jacob Hess e Herwarth Rottgen.

### Testi moderni
- Alessandro Zuccari, I pittori di Sisto 5, Roma, F.lli Palombi, 1992, pp. 94 e 132, SBN CFI0212898.
- Laura Orbicciani, La Scala Santa: Roma, Roma, Libreria dello Stato, Istituto Poligrafico e Zecca dello Stato, 2009, pp. 45-47, SBN RML0186177.